# When the Dead Return
When the Dead Return è un cortometraggio muto del 1911 diretto da Sidney Olcott.

## Produzione
Il film fu prodotto dalla Kalem Company. Venne girato a Jacksonville, Florida.

## Distribuzione
Distribuito dalla General Film Company, il film - un cortometraggio di una bobina - uscì nelle sale cinematografiche statunitensi il 5 maggio 1911.